# Singaperumalkoil
Singaperumalkoil es una ciudad censal situada en el distrito de Chengalpattu en el estado de Tamil Nadu (India). Su población es de 13566 habitantes (2011). Se encuentra a 38 km de Chennai y a 34 km de Kanchipuram. 

## Demografía
Según el censo de 2011 la población de Singaperumalkoil era de 13566 habitantes, de los cuales 6779 eran hombres y 6787 eran mujeres. Singaperumalkoil tiene una tasa media de alfabetización del 86,96%, superior a la media estatal del 80,09%: la alfabetización masculina es del 93,24%, y la alfabetización femenina del 80,66%.